# Wong Wai-Hang
Wong Wai-Hang (* 4. März 1977 in Hongkong) ist ein ehemaliger Squashspieler aus Hongkong.

## Karriere
Wong Wai-Hang spielte von 1994 bis 2009 auf der PSA World Tour und gewann in dieser Zeit einen Titel. Seine höchste Platzierung in der Weltrangliste erreichte er mit Position 63 im Dezember 2006. Mit der Hongkonger Squashnationalmannschaft nahm er 1995, 1999, 2003, 2005 und 2007 an Weltmeisterschaften teil, außerdem stand er zahlreiche Male im Kader bei Asienmeisterschaften sowie 2002 und 2006 bei den Asienspielen. Im Einzel stand er 2005 dank einer Wildcard das einzige Mal im Hauptfeld der Weltmeisterschaft, wo er in der ersten Runde James Willstrop unterlag. Von 2003 bis 2006 wurde er viermal in Folge Hongkonger Landesmeister.

## Erfolge
- Gewonnene PSA-Titel: 1
- Hongkonger Meister: 4 Titel (2003–2006)